# Toxotes chatareus
Espèce
Toxotes chatareus est également appelé poisson-archer. 

## Répartition
Ce poisson se trouve dans le bassin océanique indo-pacifique, au sud-est de l'Asie et au nord de l'Australie.

## Habitat
Il vit dans les mangroves et les eaux saumâtres des estuaires, dans les cours d'eau et dans les lacs, par exemple dans le Mékong et le fleuve Chao Phraya.

## Description
Le poisson archer mesure jusqu'à 40 cm de long et peut peser 1 kg.
Son corps est argenté avec des raies sombres le long des flancs et au bout  des nageoires dorsale et pelvienne.

## Alimentation
Le poisson archer est carnivore. Il crache par sa petite bouche, en pressant sa langue contre son palais et en comprimant rapidement ses cavités branchiales, des jets d'eau pouvant atteindre 1,50 m de long afin d'attraper les insectes en vol en les faisant tomber dans l'eau.
Toxotes chatareus n'exerce pas ses talents d'archer et se contente de cueillir insectes et proies à la surface de l'eau.[pas clair]